# Liste des présidents du Conseil d'État du Luxembourg
Cette page est une liste dans laquelle vous retrouvez, dans l'ordre chronologique, les différentes personnes ayant occupé une ou plusieurs fois le poste de président du Conseil d'État du Luxembourg depuis 1857.
Le président représente le Conseil d’État et veille au bon fonctionnement de l’institution et au respect des règles déontologiques. Le président convoque le Conseil en séances publique et plénière, toutes les fois qu’il le juge nécessaire aux besoins de l’institution. Il en fixe l’ordre du jour et dirige les débats.
Le président est nommé par le Grand-Duc, pour trois ans, parmi les membres du Conseil d’État. Un conseiller peut seulement être nommé président s’il peut assumer ses fonctions de président pour une durée minimale d’un an.
En cas d’absence, d’empêchement ou de vacance de poste, la présidence est assurée par le vice-président le plus ancien en rang ou, à défaut de vice-présidents, par le membre du Conseil d’État le plus ancien en rang.

## Liste des présidents du Conseil d'État
| Titulaire                              | Date de début     | Date de fin       | Fonctions |
| -------------------------------------- | ----------------- | ----------------- | --- |
| Gaspard-Théodore-Ignace de la Fontaine | 28 novembre 1857  | 10 avril 1868     | ancien gouverneur du Grand-Duché |
| Charles-Mathias Simons                 | 5 janvier 1869    | 5 janvier 1870    | ancien ministre d'Etat et président du gouvernement                                                                                            |
| François-Xavier Wurth-Paquet           | 16 février 1870   | 16 février 1871   | président de la cour supérieure de justice ancien administrateur général de la justice                                                         |
| Vendelin Jurion                        | 15 mars 1871      | 15 mars 1872      | procureur général d'Etat, ancien administrateur général de l'intérieur                                                                         |
| Édouard Thilges                        | 25 juillet 1872   | 29 juillet 1874   | président de la chambre des comptes ancien administrateur général des affaires communales                                                      |
| Emmanuel Servais                       | 27 décembre 1874  | 8 novembre 1887   | ministre d'Etat honoraire |
| Henri Vannérus                         | 15 février 1888   | 15 février 1889   | président du tribunal d'arrondissement de Diekirch ancien directeur général de la justice                                                      |
| Édouard Thilges                        | 15 février 1889   | 23 mai 1895       | ministre d'Etat honoraire |
| Henri Vannérus                         | 23 mai 1895       | 28 décembre 1914  | président du tribunal d'arrondissement de Diekirch conseiller honoraire à la cour supérieure de justice ancien directeur général de la justice |
| Victor Thorn                           | 28 décembre 1914  | 3 mars 1915       | procureur général d'Etat ancien directeur général des travaux publics et des chemins de fer                                                    |
| Victor Thorn                           | 6 novembre 1915   | 24 février 1916   | ancien directeur général de la justice et des travaux publics                                                                                  |
| Mathias Mongenast                      | 1er avril 1916    | 19 juin 1917      | ancien directeur général des finances |
| Victor Thorn                           | 19 juin 1917      | 15 septembre 1930 | ministre d'Etat honoraire |
| Joseph Steichen                        | 27 février 1931   | 20 février 1932   | conseiller à la cour supérieure de justice ancien commissaire du gouvernement près la banque internationale                                    |
| Ernest Hamélius                        | 10 juin 1932      | 16 novembre 1945  | directeur du crédit foncier et de la caisse d'épargne                                                                                          |
| Léon Kauffman                          | 14 décembre 1945  | 14 février 1952   | ministre d'Etat honoraire |
| Félix Welter                           | 14 février 1952   | 30 juin 1969      | procureur général d'Etat |
| Maurice Sevenig                        | 1er juillet 1969  | 26 juin 1975      | procureur général d'Etat honoraire |
| Émile Raus                             | 26 juin 1975      | 25 juin 1976      | directeur honoraire de l'administration des postes et télécommunications                                                                       |
| Albert Goldmann                        | 26 juin 1976      | 4 décembre 1976   | président honoraire de la chambre des comptes                                                                                                  |
| Ferdinand Wirtgen                      | 20 décembre 1976  | 30 septembre 1978 | directeur honoraire de l'administration de l'enregistrement et des domaines                                                                    |
| Roger Maul                             | 1er octobre 1978  | 16 septembre 1979 | président honoraire de la chambre des comptes                                                                                                  |
| Alex Bonn                              | 21 septembre 1979 | 18 juin 1980      | avocat-avoué |
| François Goerens                       | 20 juin 1980      | 2 août 1987       | président honoraire de la chambre des comptes                                                                                                  |
| Ernest Arendt                          | 6 août 1987       | 6 août 1988       | avocat-avoué |
| Georges Thorn                          | 6 août 1988       | 30 octobre 1991   | directeur honoraire de la S.N. des C.F.L. |
| Jean Dupong                            | 1er novembre 1991 | 18 mai 1994       | avocat-avoué, ancien ministre |
| Paul Beghin                            | 19 mai 1994       | 31 décembre 1999  | avocat-avoué |
| Raymond Kirsch                         | 14 janvier 2000   | 13 janvier 2001   | directeur général de la Banque et Caisse d'Epargne de l'Etat                                                                                   |
| Marcel Sauber                          | 15 janvier 2001   | 11 mars 2003      | licencié en sciences commerciales et financières, maître en droit, directeur honoraire de la Fédération des artisans                           |
| Pierre Mores                           | 29 avril 2003     | 30 septembre 2007 | licencié en droit, diplômé d'études supérieures européennes, président de la Caisse de pension des employés privés                             |
| Alain Meyer                            | 1er octobre 2007  | 14 novembre 2009  | maître des lettres modernes, Professeur d'enseignement secondaire                                                                              |
| Georges Schroeder                      | 17 novembre 2009  | 7 juin 2012       | licencié en droit, Directeur de l'Inspection générale de la sécurité sociale                                                                   |
| Victor Gillen                          | 7 août 2012       | 20 décembre 2014  | licencié en droit, avocat à la Cour |
| Viviane Ecker                          | 23 décembre 2014  | 28 mars 2016      | Docteur en droit, Conseillère juridique |
| Georges Wivenes                        | 30 mars 2016      | 31 mars 2019      | Procureur général d'Etat adjoint honoraire |
| Agnès Durdu                            | 1er avril 2019    | 6 avril 2021      | Licenciée en droit, D.E.A. en droit communautaire, Avocate à la Cour                                                                           |
| Christophe Schiltz                     | 7 avril 2021      | 6 avril 2024      | Maître en droit, conseiller juridique |
| Marc Thewes                            | 7 avril 2024      |                   | Avocat à la Cour |